# 류한비
류한비(柳翰庇, 2004년 2월 13일~)는 대한민국의 배우이자 모델이다.

## 출연작

### 드라마
- 《이리와 안아줘》(MBC 2018년) - 진기주 아역 길낙원 역
- 《아르곤》(tvN 2017년) - 김서우 역
- 《명불허전》(tvN 2017년) - 김아중 아역 최연경 역
- 《수상한 파트너》(SBS 2017년) - 권나라 아역 차유정 역
- 《개인주의자 지영씨》(KBS2 2017년) - 민효린 아역 나지영 역
- 《안투라지》(tvN 2016년) - 김유빈 역
- 《내일은 실험왕 2》(투니버스 2016년) - 조수아 역
- 《동네의 영웅》(OCN 2016년) - 임다빈 역

### 영화
- 《힘을 내요, 미스터 리》 (2019년) - 민정 역

### 방송
- 《보이즈 앤 걸즈》(투니버스 2016년)
- 《스트레스제로구역 날려버려》(투니버스 2017년)

### 뮤직 비디오
| 연도 | 가수   | 곡명                     |
| ---- | ------ | ------------------------ |
| 2015 | TFBOYS | 宠爱                     |
| 2017 | VAV    | ABC(Middle of the Night) |

## 수상
- 2018년 MBC 연기대상 청소년 연기상